# Kenneth Horne
Kenneth Horne (27 de febrero de 1907 – 14 de febrero de 1969) fue un comediante y hombre de negocios inglés.

## Primeros años
Nacido en Londres, Inglaterra, su verdadero nombre era Charles Kenneth Horne, y era hijo de Charles Silvester Horne (1865-1914), un ministro congregacionalista y parlamentario por el Partido Liberal del Reino Unido. Su abuelo materno fue Herbert Cozens-Hardy, también parlamentario liberal que fue Master of the Rolls y Barón Cozens-Hardy.
Durante la Segunda Guerra Mundial, Horne sirvió en la RAF, alcanzando el grado de mayor. Como parte del apoyo de BBC Radio al esfuerzo para la guerra, se diseñaron programas de entretenimiento que llegaran a cada uno de los ejércitos, lo cual motivó que Horne participara en Much-Binding-In-The-Marsh, radiada inicialmente en la ficticia Royal Air Force station.

## Carrera
Horne fue la estrella de tres de las más populares comedias radiofónicas de la BBC posteriores a la guerra - Much-Binding-in-the-Marsh (con Richard Murdoch, entre 1944 y 1953), Beyond Our Ken (1958-64) y Round the Horne (1965-68).
En los dos últimos shows trabajaba con Kenneth Williams, Hugh Paddick, Betty Marsden y Bill Pertwee. Tuvo una relación particularmente cercana con Kenneth Williams, que le veía como un padre sustituto. Escrita principalmente por Barry Took y Marty Feldman, Round the Horne es clasificada generalmente, junto a The Goon Show y Hancock's Half Hour, como lo mejor de la comedia radiofónica británica. 
Además de un gran cómico, Horne fue también presidente de la compañía Triplex Glass (posteriormente fusionada como Pilkington) y de Chad Valley Toys, hasta que dejó sus obligaciones empresariales en 1958, al sufrir un accidente cerebrovascular.
Hacia el final de su vida, Horne trabajó en la serie televisiva de la ABC Horne A'plenty. Con Barry Took a su cargo, la serie fue un intento de trasladar el espíritu de Round the Horne a la televisión, aunque con actores diferentes. Por ejemplo, Graham Stark sustituía a Kenneth Williams y Sheila Steafel a Betty Marsden. La serie se emitió entre 1968 y 1969.
Entre sus otras interpretaciones televisivas se incluyen Down You Go, What's My Line?, Camera One, Ken's Column, Trader Horne, Let's Imagine, Call My Bluff, y varios especiales con Richard Murdoch, tales como Free and Easy (1953) y Show for the Telly (1956). Además, presentó un concurso en 1965 llamado Treasure Hunt (que no hay que confundir con el show del mismo nombre de Kenneth Kendall y Anneka Rice) para Westward Television.
Hizo numerosas actuaciones radiofónicas, incluyendo su trabajo como presentador en Housewives' Choice y su trabajo en Twenty Questions y Top of the Form. También fue náufrago invitado en dos ocasiones para el programa Desert Island Discs – primero en abril de 1954 (junto a Richard Murdoch) y en enero de 1961. Se hizo también popular con Woman's Hour y escribió un artículo mensual para la revista She durante una década a partir de enero de 1957.

## Vida personal
Kenneth Horne se casó en tres ocasiones:
(1) En 1930, con Mary Pelham-Clinton-Hope, hija de Francis Pelham-Clinton-Hope, octavo Duque de Newcastle-under-Lyne. El matrimonio se anuló en 1933.
(2) Con Joan Burgess entre 1936 y 1945.
(3) Con Marjorie Thomas entre 1945 y 1969.
Horne murió a causa de un infarto agudo de miocardio en 1969, mientras presentaba el anual Guild of Television Producers' and Directors' Awards en el Hotel Dorchester de Londres. Fue incinerado en el Crematorio de Golders Green.

## Trabajo radiofónico
- Ack Ack, Beer Beer (1939-44)
- Much-Binding-in-the-Marsh (1944-53)
- Free and Easy (1953)
- Twenty Questions
- Beyond Our Ken (1958-64)
- Round The Horne (1965-68)

## Televisión
- Horne A'Plenty (1968)